# Rhaphidophora tenuis
Rhaphidophora tenuis — вид квіткових рослин із родини Araceae, роду Rhaphidophora. Це ліана, рідним ареалом якої є пн.-зх. Борнео.